# Shafrira Goldwasser
Shafrira Goldwasser ou Shafi Goldwasser (em hebraico:  שפרירה גולדווסר; Nova Iorque, 1958) é uma cientista da computação israelense-estadunidense, ganhadora do prêmio Turing em 2012. É professora de engenharia elétrica e ciência da computação no Instituto de Tecnologia de Massachusetts (MIT), professora de ciências das matemáticas no Instituto Weizmann da Ciência, em Israel, co-fundadora e cientista chefe da Duality Technologies,[carece de fontes?] diretora do Instituto Simons para a Teoria da Computação em Berkley, CA, e associada à RSA Data Security, Inc.

## Biografia
Nascida em 1958 na cidade de Nova York, Goldwasser obteve seu bacharelado (1979) em matemática e ciências da Carnegie Mellon University, e pós-graduação (1981) e doutorado (1984) em ciência da computação pela Universidade da Califórnia, Berkeley, sob a supervisão de Manuel Blum, que é bem conhecido por aconselhar alguns dos mais proeminentes pesquisadores da área. Ela ingressou no MIT em 1983 e, em 1997, tornou-se a primeira pessoa em receber o título de RSA Professorship. Tornou-se professora no Instituto Weizmann de Ciência, concomitantemente à sua cátedra no MIT, em 1993. É membro do grupo Teoria da Computação no Laboratório de Ciência da Computação e Inteligência Artificial do MIT. Goldwasser foi co-recebedora do Prêmio Turing 2012. Em 1 de janeiro de 2018, Goldwasser tornou-se diretora do Instituto Simons para a Teoria da Computação na Universidade da Califórnia, Berkeley.
Desde novembro de 2016, Goldwasser é cientista-chefe e co-fundadora da Duality Technologies, uma start-up israelense-americana que oferece análise segura de dados usando técnicas criptográficas avançadas. Ela também é consultora científica de várias start ups de tecnologia na área de segurança, incluindo a QED-it, especializada em Blockchain de Conhecimento Zero, e a Algorand, uma blockchain de prova de participação.

## Carreira científica
As áreas de pesquisa de Goldwasser incluem teoria da complexidade computacional, criptografia e teoria computacional dos números. Ela é a co-inventora da criptografia probabilística, que montou e alcançou o padrão ouro para segurança de criptografia de dados. Ela é co-inventora de provas de conhecimento zero, que probabilisticamente e interativamente demonstram a validade de uma afirmação sem transmitir qualquer conhecimento adicional, e são uma ferramenta chave no projeto de protocolos criptográficos. Seu trabalho na teoria da complexidade inclui a classificação de problemas de aproximação, mostrando que alguns problemas no NP permanecem difíceis mesmo quando apenas uma solução aproximada é necessária, e métodos pioneiros para delegar cálculos para servidores não confiáveis. Seu trabalho na teoria dos números inclui a invenção com Joe Kilian de primality provando usando curvas elípticas.
Foi palestrante convidada do Congresso Internacional de Matemáticos em Quioto (1990: Interactive proofs and applications). Foi palestrante plenário do Congresso Internacional de Matemáticos em Pequim (2002: Mathematical Foundations of Modern Cryptography: Computational Complexity Perspective).

## Prêmios e honrarias
Goldwasser foi premiada com o Prêmio Turing 2012 junto com Silvio Micali por seu trabalho no campo da criptografia. Goldwasser ganhou duas vezes o Prêmio Gödel em ciência da computação teórica: primeiro em 1993 (por "A complexidade do conhecimento de sistemas interativos de prova"), e novamente em 2001 (para "Provas Interativas e a Dureza de Aproximações de Grupos").[carece de fontes?] Outros prêmios incluem o Prêmio ACM Grace Murray Hopper (1996) para o excelente jovem profissional de informática do ano e o Prêmio RSA de Excelência em Matemática (1998) por excelentes contribuições matemáticas para a criptografia. Em 2001 foi eleita para a Academia de Artes e Ciências dos Estados Unidos, em 2004 foi eleita para a Academia Nacional de Ciências e em 2005 para a Academia Nacional de Engenharia. Foi selecionada como membra do IACR em 2007. Goldwasser recebeu o Prêmio de Conferencista Athena 2008-2009 do Comitê de Mulheres em Computação da Association for Computing Machinery. Ela é a ganhadora da Medalha Benjamin Franklin em Ciência da Computação e Cognitiva, de 2010, do The Franklin Institute. Ela recebeu o Prêmio IEEE Emanuel R. Piore em 2011. Ela recebeu o prêmio Frontier of Knowledge de 2018 juntamente com Micali, Rivest e Shamir. Ela foi eleita como bolsista da ACM em 2017. Em 2018, ela foi premiada com um diploma honorário pela sua alma mater, Carnegie Mellon University.

Goldwasser é destaque nos cartões Notable Women in Computing.